# Dibamus leucurus
Espèce
Synonymes
- Typhlina leucurus Bleeker, 1860
- Dibamus argenteus Taylor, 1915

Dibamus leucurus est une espèce de sauriens de la famille des Dibamidae. 

## Répartition
Cette espèce se rencontre :
- en Indonésie au Kalimantan, à Sumatra et à Weh ;
- en Malaisie au Sarawak ;
- aux Philippines à Mindanao, à Camiguin et à Siquijor.

## Publication originale
- Bleeker, 1860 : Reptilien van Agam aangeboden door E.W.A. Ludeking. Natuurkundig Tijdschrift voor Nederlandsch Indie, Batavia, vol. 20, p. 325-329 (texte intégral).